# Kaple bratra Klause (Wachendorf)
Polní kaple bratra Klause v německém městečku Wachendorf je dílem švýcarského architekta Petera Zumthora. Skutečnost, že se jedná o sakrální stavbu, prozrazuje pouze nenápadný kříž umístěný nad trojúhelníkovým vstupem. Vnější zcela minimalistické vzezření 12 metrů vysokého betonového monolitu je v radikálním kontrastu k organické podobě vnitřního prostoru.
Místní zemědělci, pro které Zumthor projekt vytvořil zdarma, si přáli kapli zasvětit svému patronu a poustevníku Mikulášovi z Flüe. Světec, který žil v 15. století, je běžně nazýván „bratr Klaus“.

## Způsob výstavby
Kaple byla vystavěna unikátním způsobem. Na místě nejdříve vznikla stavba připomínající týpí – desítky smrkových kmenů (různé zdroje uvádějí počet mezi 77–120) byly připevněny k sobě tak, aby mezi nimi nahoře zůstal otevřený světlík. Dřevěná konstrukce postupně mizela pod vrstvami betonu. Každý den přibyla jedna o výšce půl metru, celkem jich bylo navršeno 24. Když beton ztvrdnul, byla dřevěná výztuž zapálena.
Než oheň pomalu dohořel, uběhlo asi dvacet dní. Po spojených kmenech zbyly jejich negativní otisky v betonu, začerněné ohněm. Z horního průhledu, ohraničeného vlnkami po vyhořelých kmenech, padá do tmavého prostoru světlo. Drobné zářivé světelné body také pronikají dovnitř úzkými trubkami ve stěnách. Tyto otvory po konstrukčních spojích mezi vnitřním a vnějším pláštěm měly původně zůstat volné a sloužit větru jako varhany. Kvůli velkému průvanu se však nakonec muselo od hudebního zážitku ustoupit a zasadit do otvorů skleněné baňky.
Podlaha, na kterou nekrytým světlíkem prší, je z litého olova. Voda na ní zůstává a postupně se odpařuje. Vnitřní vybavení tvoří jen prostá dřevěná lavice a na podstavci umístěná bronzová busta od sochaře Hanse Josephsohna. Na stavbě pracovali lidé z okolí a v co nejvyšší míře byly používány staré a osvědčené místní pracovní postupy.

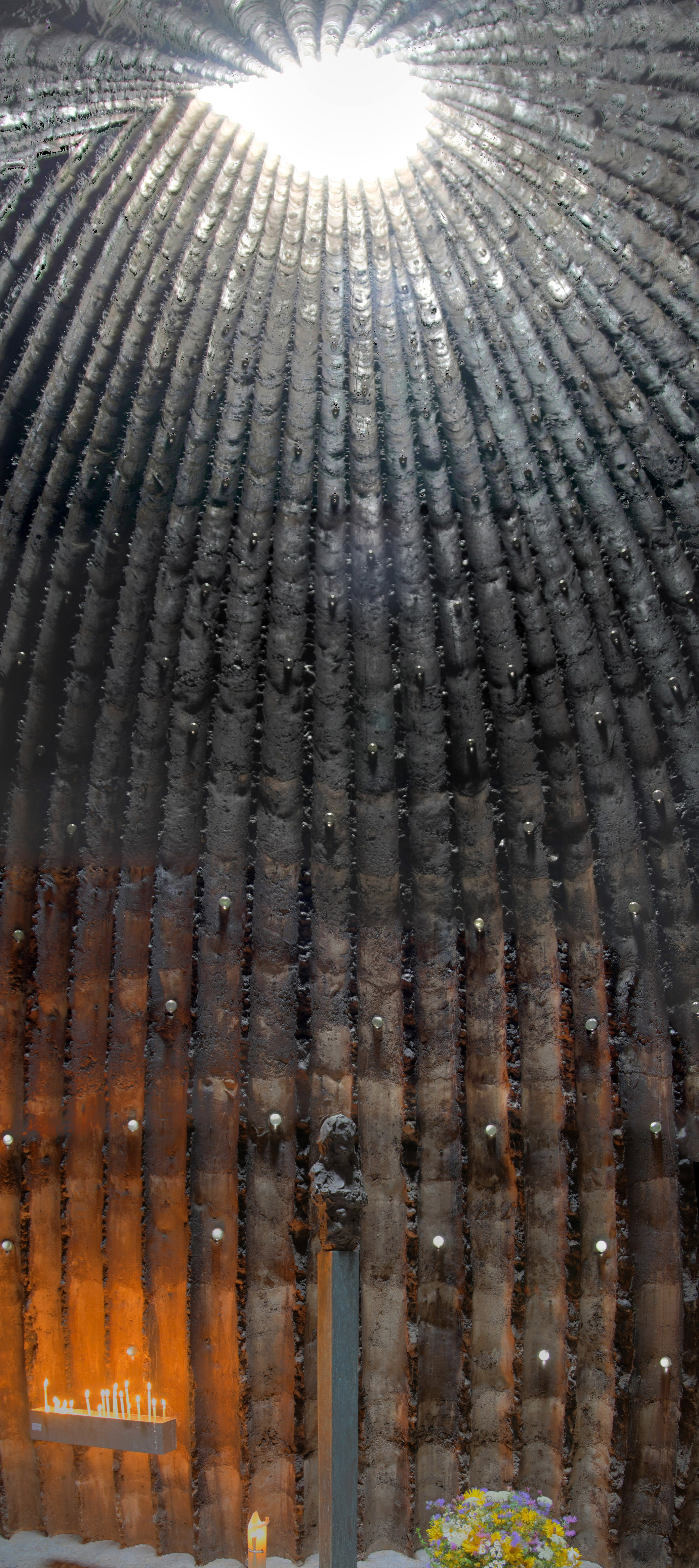
Interiér
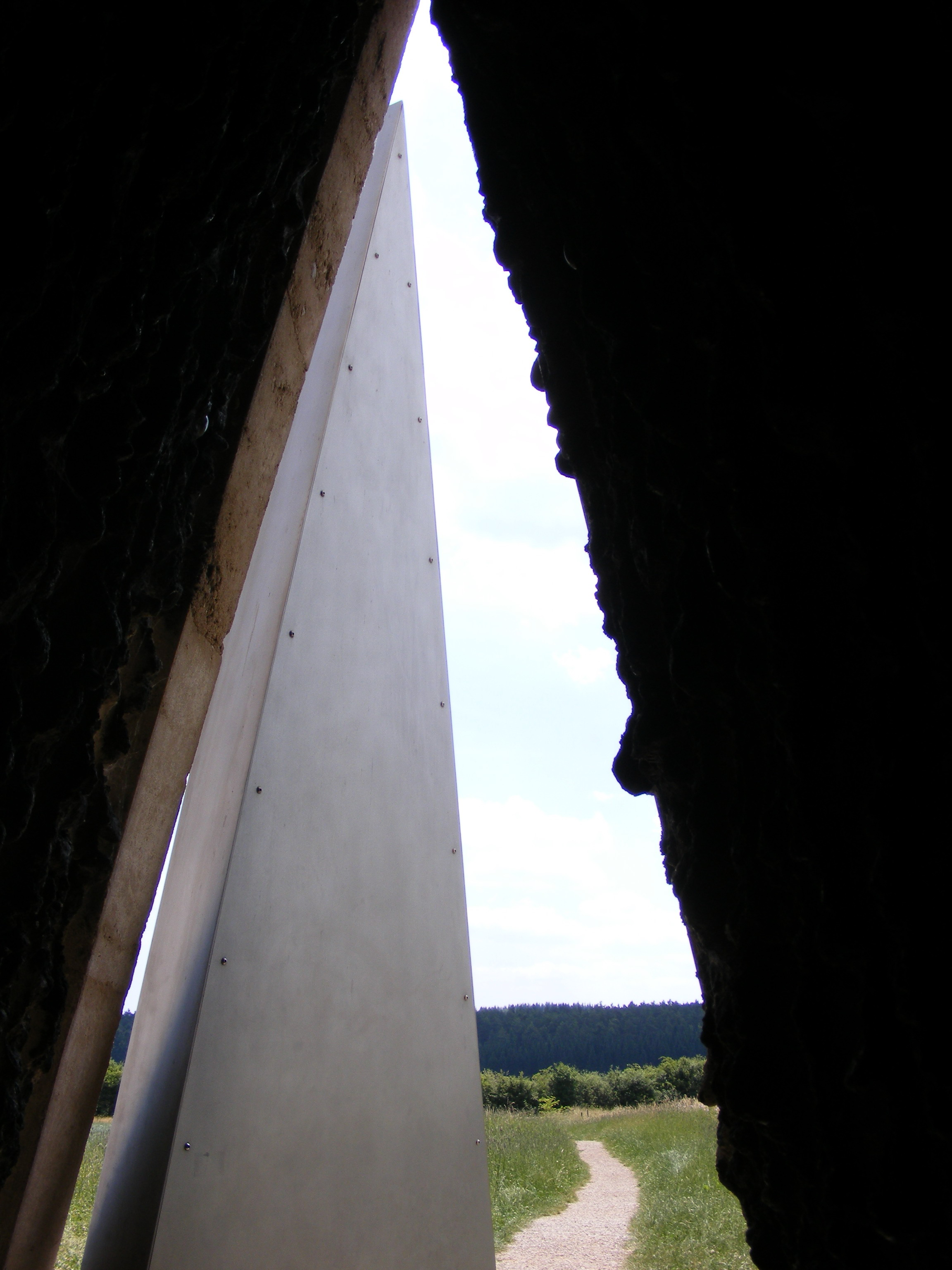
Vchod při pohledu z interiéru